# Sam Staggers
Samuel Staggers (* 22. März 1955 in Williamsburg (North Carolina)) ist ein ehemaliger US-amerikanisch-belgischer Basketballspieler und -trainer.

## Werdegang
Staggers spielte in seinem Heimatland von 1973 bis 1977 für die Mannschaft der Campbell University (US-Bundesstaat North Carolina). In seiner Abschlusssaison 1976/77, in der er mit Campbell im Hochschulverband NAIA das Endspiel erreichte, erzielte der knapp zwei Meter große Innenspieler im Durchschnitt 18,2 Punkte sowie 10,5 Rebounds je Begegnung. Er studierte an der Campbell University das Fach Gesundheits- und Leibeserziehung.
Als Berufsbasketballspieler war Staggers von 1977 bis 1996 in Belgien tätig und stand bei folgenden Vereinen unter Vertrag: BC Andenne (1977 bis 1980), Standard Lüttich (1980 bis 1986), Mariandenne (1986 bis 1989), Mariemboug (1989/90), Spirou Monceau (1990/91), RBC Pepinster (1991 bis 1996). Mit Mariemboug, Pepinster und Standard Lüttich trat er in Europapokalwettbewerben an. Nachdem er die belgische Staatsbürgerschaft erhalten hatte, bestritt Staggers Länderspiele für die Nationalmannschaft des Landes.
Staggers blieb nach dem Ende seiner Spielerlaufbahn in Belgien und betätigte sich dort als Trainer. 1996/97 arbeitete er als solcher für Belflamme, 1997/98 war er Trainer von St. Louis sowie zwischen 1998 und 2000 von Colfontaine. Anschließend betreute er die Damen von Quievrain als Trainer. Hauptberuflich war Staggers nach seiner Spielerlaufbahn bei der belgischen Luftwaffe tätig. Er war ebenfalls Spieler und Trainer der belgischen Militärnationalmannschaft.